# Josep Blanch i Graells
Josep Blanch i Graells (Vilafranca del Penedès, 3 d'octubre de 1775 - 15 de setembre de 1851) fou un compositor i eclesiàstic, abat de Montserrat en dos períodes, de 1824 a 1828 i de 1832 fins 1851.
Fill de Manel Blanch i Catalina Graells, va ser format musicalment a l'escolania de Montserrat conjuntament amb Anselm Viola Valentí. Després de professar vida monàstica durant 1791, Josep Blanch i Graells va prendre l'hàbit en el Monestir de Montserrat el 3 d'octubre de 1791. Ocupà el càrrec de Prior Major durant I'abadiat de Domingo Filgueira. Fou professor de cant i va destacar per la seva veu profunda de baix.
Va ser el primer responsable de la restauració del monestir i del santuari montserratí, reobert al culte l'any 1844, després de l'exclaustració del 1835. La seva tasca va consistir a reconstruir les destrosses efectuades per les tropes napoleòniques entre els anys 1811 i 1812. No va ser fins a l'any 1844 que va reprendre la seva vida de culte al santuari de Montserrat tot i la penúria material.